# United States Census 2020
Der 24. United States Census war eine Volkszählung, deren Stichtag der 1. April 2020 war. Sie wurde vom United States Census Bureau durchgeführt, einer Behörde, die dem Handelsministerium untersteht.
Gemäß US-Verfassung muss die Volkszählung alle zehn Jahre stattfinden, die vorherige war der United States Census 2010.

## Allgemeines
Für den Zeitpunkt des Zensus wurde vorab eine Bevölkerungszahl von 329.459.499 errechnet, was einen Anstieg um 6,7 % gegenüber der Zählung von 2010 bedeuten würde.
Gemäß den Bestimmungen des Titel 13 des United States Code unterliegen persönlich zuordenbare Informationen, die durch den Zensus erlangt werden, grundsätzlich der Geheimhaltung. Allerdings ist das National Archives and Records Administration (NARA) bevollmächtigt, sämtliche Daten nach Ablauf von 72 Jahren zu veröffentlichen. Im Falle des Zensus 2020 wird dies also im Jahre 2092 der Fall sein.
Die über den Zensus 2020 erhobenen Einwohnerzahlen der einzelnen Bundesstaaten sind für die Sitzverteilung der Delegierten im US-Repräsentantenhaus sowie für das Electoral College (Wahlmännerkollegium) relevant. Die Zahlen lagen der Präsidentschaftswahl 2024 zugrunde und werden auch für die Wahl 2028 herangezogen.

## Änderungen zu früheren Volkszählungen
Es ergeben sich im Vergleich zu früheren Volkszählungen mehrere Änderungen.
Zum ersten Mal gab es zusätzlich zum klassischen Ausfüllen eines Papierformulars die Möglichkeit, die Zensusangaben auch komplett online sowie telefonisch zu machen. Dabei wurde grundsätzlich zuerst davon ausgegangen, dass die Angaben online gemacht werden. Nach Ablauf einer bestimmten Frist wurden den Haushalten dann jedoch die Formulare in Papierform nachträglich zugestellt. Ausgewählten Regionen mit niedriger Verbreitung des Internets wurden die Papierformulare gleich zu Beginn zugesandt.
Es war zudem erstmals möglich, neben der englischen Sprache Angaben auch in zwölf weiteren Sprachen zu machen – dies jedoch nur online oder telefonisch. Zudem wurden Übersetzungshilfen für insgesamt 59 Sprachen bereitgestellt.
Erstmals wurde die Erfassung von Gebäuden und Adressen auch durch GPS-gestützte Satellitenbilder unterstützt. Zuvor mussten eingesetzte Hilfskräfte im Zuge des Zensus jede einzelne Straße in den USA ablaufen, um Adressen vor Ort zu verifizieren. Im Zuge dessen wurde erstmals eine spezielle Software eingesetzt, um einerseits leerstehende Haushalte effizienter zu erfassen. Andererseits sollte besser erkannt werden, wann die beste Besuchszeit von Haushalten ist, um überflüssige, mehrfache Besuche von Adressen zu vermeiden.

## Fragestellungen
Folgende Fragen wurden im Rahmen der Volkszählung gestellt:
1. Wie viele Personen leben im Haushalt oder halten sich dort auf?
2. Leben die Personen im Haushalt zur Miete oder im Eigentum?
3. Welchen Geschlechts sind die Personen im Haushalt?
4. Wie alt sind die Personen im Haushalt?
5. Zu welcher Rasse gehören die Personen im Haushalt?
6. Ist eine Person im Haushalt ein Hispanic oder Latino?
7. In welcher Beziehung stehen die Personen im Haushalt zueinander?

## Zeitlicher Ablauf
- Januar – März 2019: Das Census Bureau öffnete landesweit 39 Büros zur Koordinierung der Volkszählung.[10]
- Juni – September 2019: Das Census Bureau öffnete weitere 209 Außenstellen. Diese sollten die Hilfskräfte bei der Durchführung aller notwendigen Schritte unterstützen.
- August 2019: Der Bestand aller Wohnadressen wurde überprüft.
- Januar 2020: Das Census Bureau begann mit der Volkszählung aufgrund seiner Abgeschiedenheit im Bundesstaat Alaska.[11]
- 1. April 2020: An diesem Tag findet die Volkszählung offiziell statt. Den Wohnadressen wurde eine Einladung zur Teilnahme am Zensus zugestellt.
- April 2020: Die eingesetzten Hilfskräfte sollten an Haushalten rund um ausgewählte Universitäten Vor-Ort-Besuche durchführen. Gleichzeitig sollten Interviews zur Qualitätskontrolle durchgeführt werden.
- Mai 2020: Das Census Bureau sollte beginnen, Haushalte aufzusuchen, die dem Aufruf zur Teilnahme nicht nachgekommen waren.
- Ende Dezember 2020: Die Ergebnisse des Zensus sollten dem Präsidenten bekanntgegeben werden, was jedoch aufgrund von Verzögerungen bei der Durchführung der Erhebung bzw. Aufbereitung der Ergebnisse durch die COVID-19-Pandemie auf Ende April 2021 verschoben werden musste.[12]
- April 2021: Die Einwohnerzahlen wurden dem Präsidenten und der Öffentlichkeit bekanntgegeben.[13]

## Mitwirkung
Im Rahmen der Volkszählung waren zeitweilig etwa 500.000 Hilfskräfte an deren Umsetzung beteiligt. Jeder, der mindestens 18 Jahre alt, eine gültige Sozialversicherungsnummer sowie E-Mail-Adresse besaß und US-Bürger war, konnte sich online für einen Job bewerben. Der Bewerber durfte zudem nicht beim FBI gelistet sein und musste eine vorherige Überprüfung mittels Fingerabdruck hinnehmen. Außerdem musste er eine Verschwiegenheitserklärung unterschreiben für den Fall, dass er mit persönlichen Daten in Kontakt kommt.
Am 19. Oktober 2020 gab das US Census Bureau bekannt, dass nach Abschluss aller Erhebungsaktivitäten 99,98 % aller US-Haushalte erfolgreich an dem Zensus teilgenommen haben. In allen Staaten, mit Ausnahme von Louisiana, lag die finale Teilnahmequote bei über 99,9 % (in Louisiana bei 99,0 %). Etwa zwei Drittel aller US-Haushalte (67,0 %) haben selbst aktiv via Internet, Erhebungsfragebogen oder telefonisch am Zensus teilgenommen – ein etwas höherer Wert als beim Zensus 2010 mit etwa 66,5 % Selbstbeteiligung. Die restlichen Haushalte wurden von Mitarbeitern des Census Bureaus persönlich vor Ort befragt.

## Geplante Befragung nach der Staatsbürgerschaft
Nach dem Zensus 1950 wurde die Frage nach der Staatsbürgerschaft gestrichen und anschließend nur noch nach dem Geburtsort des Befragten gefragt. In einem im Januar 2018 durchgeführten Memorandum kam das Census Bureau zu dem Schluss, dass diese Frage nicht mehr notwendig sei, da Daten über Staatsangehörigkeiten bereits an anderer behördlicher Stelle erhoben werden und eine doppelte Erhebung finanziell unsinnig sei. Der US-Handelsminister Wilbur Ross, dessen Ministerium das Census Bureau betreibt, erklärte jedoch, dass die bisherigen Erhebungen nicht ausreichend seien. Im März 2018 gab das Census Bureau schließlich seinen Plan, nach der Nationalität zu fragen, bekannt: „Is this person a citizen of the United States?“ Ross rechtfertigte die Frage gegenüber dem Kongress mit der besseren Durchsetzung des Voting Rights Act, das die gleiche Beteiligung von Minderheiten bei US-Wahlen gewährleisten soll. Die Frage sei durch ihn genehmigt worden, nachdem das Justizministerium dies bei ihm angefragt hätte.
Nach der Ankündigung des Census Bureaus kritisierten viele Politiker aus US-Bundesstaaten und Städten die Entscheidung und wiesen darauf hin, dass sich Migranten entmutigt fühlen würden, korrekte Angaben in der Volkszählung zu machen. Zugleich hinterfragten sie die tatsächlichen Motive der Entscheidung des Ministers Wilbur Ross. In drei Bundesstaaten gleichzeitig (New York, Maryland und Kalifornien) wurde Klage gegen das Vorhaben eingereicht. Das Census Bureau führte im Juni 2019 unter rund 480.000 Haushalten eine Testbefragung durch, um herauszufinden, welche allgemeinen Auswirkungen die Frage nach der Staatsangehörigkeit mit sich bringt. Gleichzeitig sollen geeignete Strategien entwickelt werden, um falsche Angaben oder gar die gänzliche Ablehnung der Teilnahme durch die Befragten zu vermeiden.
Im Zuge der eingeleiteten Gerichtsverfahren wurden im Mai 2019 Dokumente vorgelegt, die aufzeigten, dass die geplante Angabe der Nationalität als Grundlage für Wahlkreisverschiebungen (sogenanntes Gerrymandering) im Vorfeld von zukünftigen Wahlen zugunsten der Republikaner dienen sollte. Federführend für die Operation REDMAP war hierbei der 2018 verstorbene Republikaner Thomas Hofeller, der den Schritt wiederum mit der Durchsetzung des Voting Rights Acts begründete. Mittels Subpoena wurde das Justizministerium aufgefordert, weiteres Material vorzulegen, das sich mit der Einführung der Frage beschäftigt. Hierbei wurde auch überprüft, ob Wilbur Ross oder United States Attorney General William Barr gegen Gesetze verstoßen haben. Am 12. Juni 2019 erklärte die Regierung unter Präsident Trump, dass Teile der Dokumente aufgrund von Vertraulichkeit nicht zur Verwendung kommen könnten. Das United States House Committee on Oversight and Reform sprach Wilbur Ross und William Barr sein Vertrauen aus.

### Verhandlungen am Bundesbezirksgericht New York sowie am Obersten Gerichtshof
Vor dem Bundesbezirksgericht für den südlichen Gerichtsbezirk New Yorks (United States District Court for the Southern District of New York) wurde die Klage durch den Attorney General des Bundesstaates, Barbara Underwood, eingereicht. Dieser haben sich 17 weitere Bundesstaaten, 15 Städte und mehrere Menschenrechtsgruppen angeschlossen. Während der Ermittlungen kam ans Licht, dass Wilbur Ross vor März 2018 mit dem Politikberater Steve Bannon Gespräche über das Vorhaben der Einführung der Nationalitätenfrage geführt hatte, was Ross’ Aussage vor dem Bundeskongress widerlegte. Dies veranlasste den Richter Jesse M. Furman dazu, Ross nach einer eidesstattlichen Aussage bezüglich der Hinzunahme der Frage nach der Nationalität im Vorfeld des Verfahrensbeginns im November 2018 zu bitten.
Die Trump-Administration wandte sich daraufhin an den Obersten Gerichtshof mit dem Antrag, das Gerichtsverfahren sowie die Beteiligung von Wilbur Ross im Zuge der Ermittlungen zu verschieben. Der Gerichtshof entschied daraufhin, das Gerichtsverfahren sei wie geplant durchzuführen, die Aussage unter Eid jedoch erst nach Prozesseröffnung von Ross einzufordern.
Richter Furman urteilte im Januar 2019, dass die Hinzunahme der Frage nach der Staatsbürgerschaft im Zensus 2020 ungesetzlich sei, selbst wenn sie die Verfassung selbst nicht verletzen würde. Daher sei sie zu streichen. Das Justizministerium ersuchte daraufhin mittels eines writ of certiorari den Obersten Gerichtshof auf, sich direkt mit der Entscheidung zu befassen und umging so das Berufungsgericht für den 2. Bezirk (United States Court of Appeals – die eigentlich nächste Instanz). Dabei sollte die Entscheidung bis spätestens Ende Juni 2019 gefällt werden, da zum 1. Juli mit dem Druck der Formulare begonnen würde. Am 15. Februar nahm das Gericht die Zuständigkeit formal an, und die Anhörung fand am 23. April 2019 statt. Am 27. Juni fällte der Oberste Gerichtshof schließlich die Entscheidung und lehnte den Antrag auf Aufnahme der Frage in den Zensus ab.

### Verhandlung am Bundesbezirksgericht in Kalifornien
Die zweite Klage wurde unter Richter Richard Seeborg am Bundesbezirksgericht für den nördlichen Bezirk Kaliforniens verhandelt, der ähnlich wie Furman in New York zu dem Schluss kam, dass die Frage nach der Nationalität gegen die US-Verfassung verstoße, woraufhin er eine gerichtliche Verfügung erließ, die ihren Gebrauch verbietet. Die Regierung ging dagegen vor dem Berufungsgericht für den 9. Bezirk in Berufung. Die Anhörung war für den 10. Juli 2019 geplant.

### Verhandlung am Bundesbezirksgericht Maryland
Eine weitere Klage wurde durch mehrere Gruppen am Bundesbezirksgericht Marylands eingereicht, womit sich der zuständige Richter George J. Hazel befasste. Nach dessen Entscheidung, dass die Frage gegen die Verfassung verstoße, ging die Regierung vor dem Berufungsgericht für den 4. Bezirk in Berufung. Als gleichzeitig die Enthüllungen über Hofeller öffentlich wurden, gab das Berufungsgericht den Fall jedoch wieder an das Bezirksgericht zurück. Dabei sollte überprüft werden, ob durch die veränderte Beweislage eine diskriminierende Absicht festzustellen sei. In diesem Fall wäre es Richter Hazel möglich, eine einstweilige Verfügung zu beschließen, dass die Frage nicht im Zensus vorkommen dürfe – ungeachtet des laufenden Verfahrens am Obersten Gerichtshof.

### Weiterer Verlauf
Nach der Entscheidung des Supreme Courts äußerte Donald Trump sein Vorhaben, die Volkszählung so lange wie möglich zu verschieben, bis die juristische Angelegenheit geklärt sei. Das Justizministerium erklärte am 2. Juli 2019 schließlich, dass die Frage nach der Nationalität nicht im Zensus erscheinen würde, und das Handelsministerium veranlasste den Druck der Zensus-Formulare. Am nächsten Tag bekräftigte Trump jedoch, das Thema weiter zu verfolgen. Das Justizministerium gab sogleich bekannt, es sei beauftragt worden, nach einer legalen Möglichkeit zu suchen, wie die Frage nach der Nationalität in der Volkszählung untergebracht werden könnte.
Am 11. Juli 2019 wies Präsident Trump schließlich das Handelsministerium an, Daten über die Nationalität der Bevölkerung über andere Bundesbehörden einzuholen. Er erklärte, die Regierung werde sich weiter bemühen, die Nationalität der Bevölkerung zu erfahren. Andere Bundesbehörden seien in der Lage, bei weitem genauere Ergebnisse zu liefern, als dies durch eine Volkszählung möglich sei. Ein Sprecher des Justizministerium erklärte sogleich, die Regierung werde die Gerichte informieren, sie verfolge das Ziel nicht weiter, in der Volkszählung 2020 nach der Nationalität zu fragen.

## Ergebnisse

Bevölkerungsänderung nach Bundesstaat zwischen 2010 und 2020

Laut Volkszählung lebten am 1. April 2020 in den USA 331.449.281 Menschen, was einen Anstieg um 7,4 Prozent (oder 22.703.743) gegenüber dem United States Census 2010 bedeutet. Das größte Wachstum erlebte dabei der Bundesstaat Utah mit 18,4 Prozent, West Virginia verlor mit einem Rückgang von 3,2 Prozent als einziger Bundesstaat neben Mississippi und Illinois an Einwohnern.

### Staaten nach Einwohnerzahl
Bundesstaaten der USA nach Einwohnerzahl im Jahr 2020.
| Rang | Bundesstaat          | Einwohnerzahl | Steigerung zu 2010 |
| ---- | -------------------- | ------------- | ------------------ |
| 1    | Kalifornien          | 39.538.223    | +6,1 %             |
| 2    | Texas                | 29.145.505    | +15,9 %            |
| 3    | Florida              | 21.538.187    | +14,6 %            |
| 4    | New York             | 20.201.249    | +4,3 %             |
| 5    | Pennsylvania         | 13.002.700    | +2,4 %             |
| 6    | Illinois             | 12.812.508    | −0,1 %             |
| 7    | Ohio                 | 11.799.448    | +2,3 %             |
| 8    | Georgia              | 10.711.908    | +10,6 %            |
| 9    | North Carolina       | 10.439.388    | +9,5 %             |
| 10   | Michigan             | 10.077.331    | +2,0 %             |
| 11   | New Jersey           | 9.288.994     | +5,7 %             |
| 12   | Virginia             | 8.631.393     | +7,9 %             |
| 13   | Washington           | 7.705.281     | +14,6 %            |
| 14   | Arizona              | 7.151.502     | +11,9 %            |
| 15   | Massachusetts        | 7.029.917     | +7,4 %             |
| 16   | Tennessee            | 6.910.840     | +8,9 %             |
| 17   | Indiana              | 6.785.528     | +4,6 %             |
| 18   | Maryland             | 6.177.224     | +7,0 %             |
| 19   | Missouri             | 6.154.913     | +2,8 %             |
| 20   | Wisconsin            | 5.893.718     | +3,6 %             |
| 21   | Colorado             | 5.773.714     | +7,6 %             |
| 22   | Minnesota            | 5.706.494     | +7,8 %             |
| 23   | South Carolina       | 5.118.425     | +10,7 %            |
| 24   | Alabama              | 5.024.279     | +5,1 %             |
| 25   | Louisiana            | 4.657.757     | +2,7 %             |
| 26   | Kentucky             | 4.505.836     | +3,8 %             |
| 27   | Oregon               | 4.237.256     | +10,6 %            |
| 28   | Oklahoma             | 3.959.353     | +5,5 %             |
| 29   | Connecticut          | 3.605.944     | +0,9 %             |
| 30   | Utah                 | 3.271.616     | +18,4 %            |
| 31   | Iowa                 | 3.190.369     | +4,7 %             |
| 32   | Nevada               | 3.104.614     | +15,0 %            |
| 33   | Arkansas             | 3.011.524     | +3,3 %             |
| 34   | Mississippi          | 2.961.279     | −0,2 %             |
| 35   | Kansas               | 2.937.880     | +3,0 %             |
| 36   | New Mexico           | 2.117.522     | +2,8 %             |
| 37   | Nebraska             | 1.961.504     | +7,4 %             |
| 38   | Idaho                | 1.839.106     | +17,3 %            |
| 39   | West Virginia        | 1.793.716     | −3,2 %             |
| 40   | Hawaii               | 1.455.271     | +7,0 %             |
| 41   | New Hampshire        | 1.377.529     | +4,6 %             |
| 42   | Maine                | 1.362.359     | +2,6 %             |
| 43   | Rhode Island         | 1.097.379     | +4,3 %             |
| 44   | Montana              | 1.084.225     | +9,6 %             |
| 45   | Delaware             | 989.948       | +10,3 %            |
| 46   | South Dakota         | 886.667       | +8,9 %             |
| 47   | North Dakota         | 779.094       | +15,8 %            |
| 48   | Alaska               | 733.391       | +3,3 %             |
| …    | District of Columbia | 689.545       | +14,6 %            |
| 49   | Vermont              | 643.077       | +2,8 %             |
| 50   | Wyoming              | 576.851       | +2,4 %             |
|      | Vereinigte Staaten   | 331.449.281   | +7,4 %             |

### Bevölkerungsreichste Städte

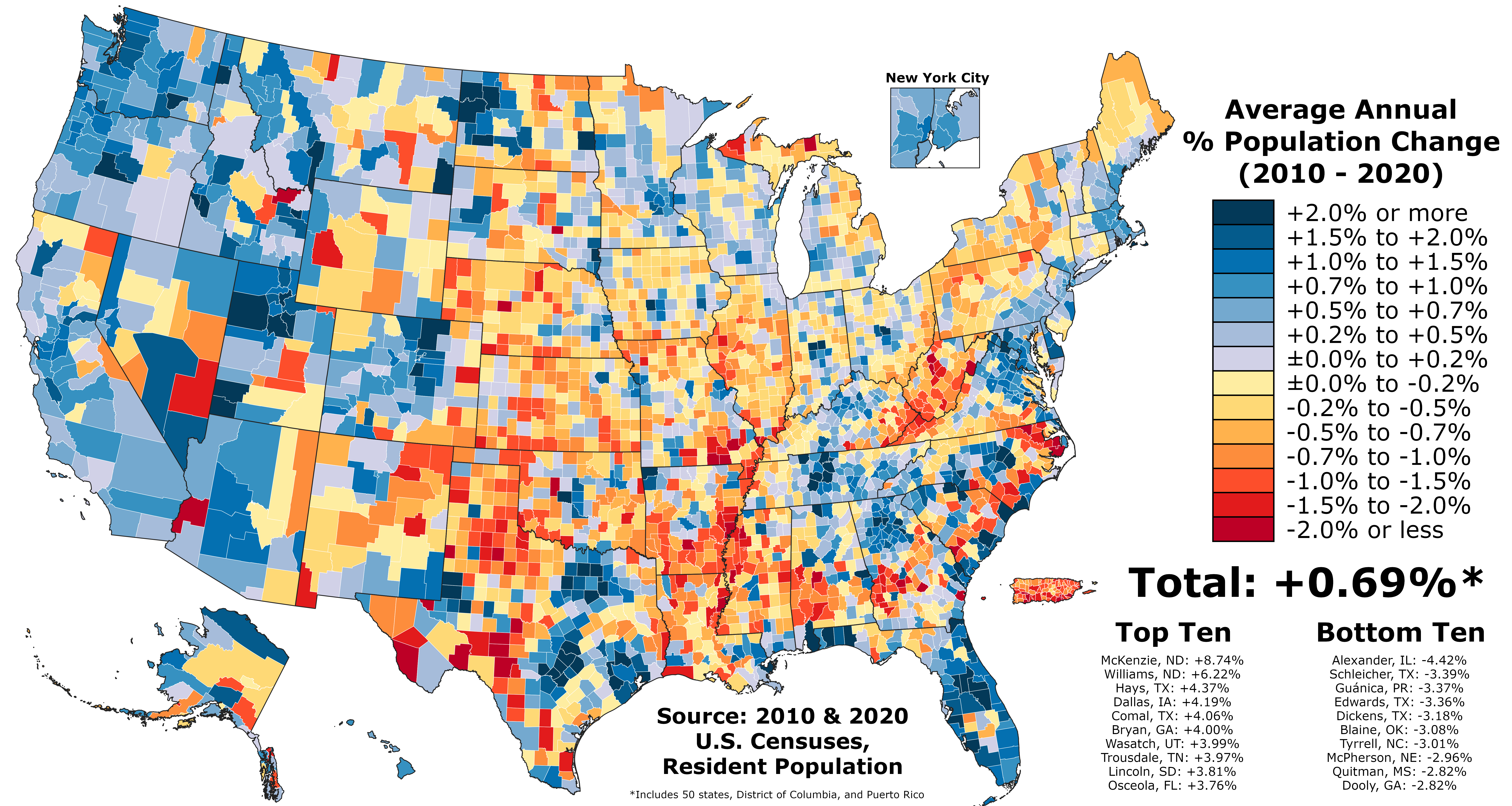
Bevölkerungsänderung nach County zwischen 2010 und 2020

Die 50 bevölkerungsreichsten Städte der USA nach Einwohnerzahl im Jahr 2020.
| Rang | Name             | Bundesstaat          | Einwohnerzahl |
| ---- | ---------------- | -------------------- | ------------- |
| 1.   | New York City    | New York             | 8.804.190     |
| 2.   | Los Angeles      | Kalifornien          | 3.898.747     |
| 3.   | Chicago          | Illinois             | 2.746.388     |
| 4.   | Houston          | Texas                | 2.304.580     |
| 5.   | Phoenix          | Arizona              | 1.608.139     |
| 6.   | Philadelphia     | Pennsylvania         | 1.603.797     |
| 7.   | San Antonio      | Texas                | 1.434.625     |
| 8.   | San Diego        | Kalifornien          | 1.386.932     |
| 9.   | Dallas           | Texas                | 1.304.379     |
| 10.  | San José         | Kalifornien          | 1.013.240     |
| 11.  | Austin           | Texas                | 961.855       |
| 12.  | Jacksonville     | Florida              | 949.611       |
| 13.  | Fort Worth       | Texas                | 918.915       |
| 14.  | Columbus         | Ohio                 | 905.748       |
| 15.  | Indianapolis     | Indiana              | 887.642       |
| 16.  | Charlotte        | North Carolina       | 874.579       |
| 17.  | San Francisco    | Kalifornien          | 873.965       |
| 18.  | Seattle          | Washington           | 737.015       |
| 19.  | Denver           | Colorado             | 715.522       |
| 20.  | Washington, D.C. | District of Columbia | 689.545       |
| 21.  | Nashville        | Tennessee            | 689.447       |
| 22.  | Oklahoma City    | Oklahoma             | 681.054       |
| 23.  | El Paso          | Texas                | 678.815       |
| 24.  | Boston           | Massachusetts        | 675.647       |
| 25.  | Portland         | Oregon               | 652.503       |
| 26.  | Las Vegas        | Nevada               | 641.903       |
| 27.  | Detroit          | Michigan             | 639.111       |
| 28.  | Memphis          | Tennessee            | 633.104       |
| 29.  | Louisville       | Kentucky             | 633.045       |
| 30.  | Baltimore        | Maryland             | 585.708       |
| 31.  | Milwaukee        | Wisconsin            | 577.222       |
| 32.  | Albuquerque      | New Mexico           | 564.559       |
| 33.  | Tucson           | Arizona              | 542.629       |
| 34.  | Fresno           | Kalifornien          | 542.107       |
| 35.  | Sacramento       | Kalifornien          | 524.943       |
| 36.  | Kansas City      | Missouri             | 508.090       |
| 37.  | Mesa             | Arizona              | 504.258       |
| 38.  | Atlanta          | Georgia              | 498.715       |
| 39.  | Omaha            | Nebraska             | 486.051       |
| 40.  | Colorado Springs | Colorado             | 478.961       |
| 41.  | Raleigh          | North Carolina       | 467.665       |
| 42.  | Long Beach       | Kalifornien          | 466.742       |
| 43.  | Virginia Beach   | Virginia             | 459.470       |
| 44.  | Miami            | Florida              | 442.241       |
| 45.  | Oakland          | Kalifornien          | 440.646       |
| 46.  | Minneapolis      | Minnesota            | 429.954       |
| 47.  | Tulsa            | Oklahoma             | 413.066       |
| 48.  | Bakersfield      | Kalifornien          | 403.455       |
| 49.  | Wichita          | Kansas               | 397.532       |
| 50.  | Arlington        | Texas                | 394.266       |